# Pardosa rascheri
Pardosa rascheri este o specie de păianjeni din genul Pardosa, familia Lycosidae. A fost descrisă pentru prima dată de Dahl, 1908. Conform Catalogue of Life specia Pardosa rascheri nu are subspecii cunoscute.